# Paracharactis
Paracharactis är ett släkte av fjärilar. Paracharactis ingår i familjen säckspinnare.
Kladogram enligt Catalogue of Life:
| Paracharactis | \| \| Paracharactis cautopsis \| \| \| \| \| \| Paracharactis delocephala \| \| \| \| \| \| Paracharactis leeuweni \| \| \| \| |
|               | \| \| Paracharactis cautopsis \| \| \| \| \| \| Paracharactis delocephala \| \| \| \| \| \| Paracharactis leeuweni \| \| \| \| |
|               | Paracharactis cautopsis |
|               | |
|               | Paracharactis delocephala |
|               | |
|               | Paracharactis leeuweni |
|               | |